# أنخيل بيلتر
أنخيل بيلتر (مواليد 20 سبتمبر 1963) هو ملاكم من جمهورية الدومينيكان، مثّل بلاده في الألعاب الأولمبية الصيفية 1984.

## روابط خارجية
أنخيل بيلتر على موقع أوليمبيديا (الإنجليزية)